# アジア・アフリカ法律諮問機関
アジア・アフリカ法律諮問機関（アジア・アフリカほうりつしもんきかん、Asian–African Legal Consultative Organization, AALCO）は、1956年に創設された政府間国際機関である。

## 概要
1955年開催のアジア・アフリカ会議（バンドン会議）の成果の一つとして、翌年の1956年11月に誕生した。発足当初はビルマ（現ミャンマー）、セイロン（現スリランカ）、イラク、インド、インドネシア、日本、シリアの7カ国によって組織され、現在では47のアジア・アフリカ諸国が加盟している。事務局・本部は、インドのニューデリー。
この機関は、主に国際法に関する問題を審議し、勧告を加盟国に対して行う。その他にも、国際法委員会において審議中の諸問題を検討し、機関の意見を取りまとめたり、国際法委員会の報告を審議し、加盟国政府に勧告する役割も担っている。1年に1度、年次総会を開催するほか（東京では、これまでに1961年、1974年、1983年、1994年に総会を開催している）、ニューデリー本部において、連絡担当官（主にニューデリー駐在の外交官）による会議も行う。意思決定に関しては、基本的にはコンセンサス（全加盟国の同意）であるが、コンセンサスに達しなかった場合、新規加盟国の承認、特別総会開会の要請などに関しては3分の2の多数で議決となる。
これまでの大きな成果としては、「難民の地位と保護に関するバンコク原則」の制定（2001年に改正）、仲裁裁判所の設置、新たな海洋法原則の創出（排他的経済水域、群島水域、国際海峡、内陸国の権利等）などが挙げられる。近年では、国連海洋法、難民の地位と保護、パレスチナ問題（殊に人道法的見地から）、国際テロ、女性や子供の権利と保護、汚職に対する国際的取組み、世界貿易とWTOの役割、イスラム諸国における人権、少数民族・文化の保護、国際環境法、国際刑事裁判所、国内法の海外適用（経済制裁）などの国際法的諸問題に関して討議を行っている。

## 加盟国
*は発足当初加盟国:
- バーレーン
- バングラデシュ
- ブルネイ
- ボツワナ
- カメルーン
- 中国
- キプロス

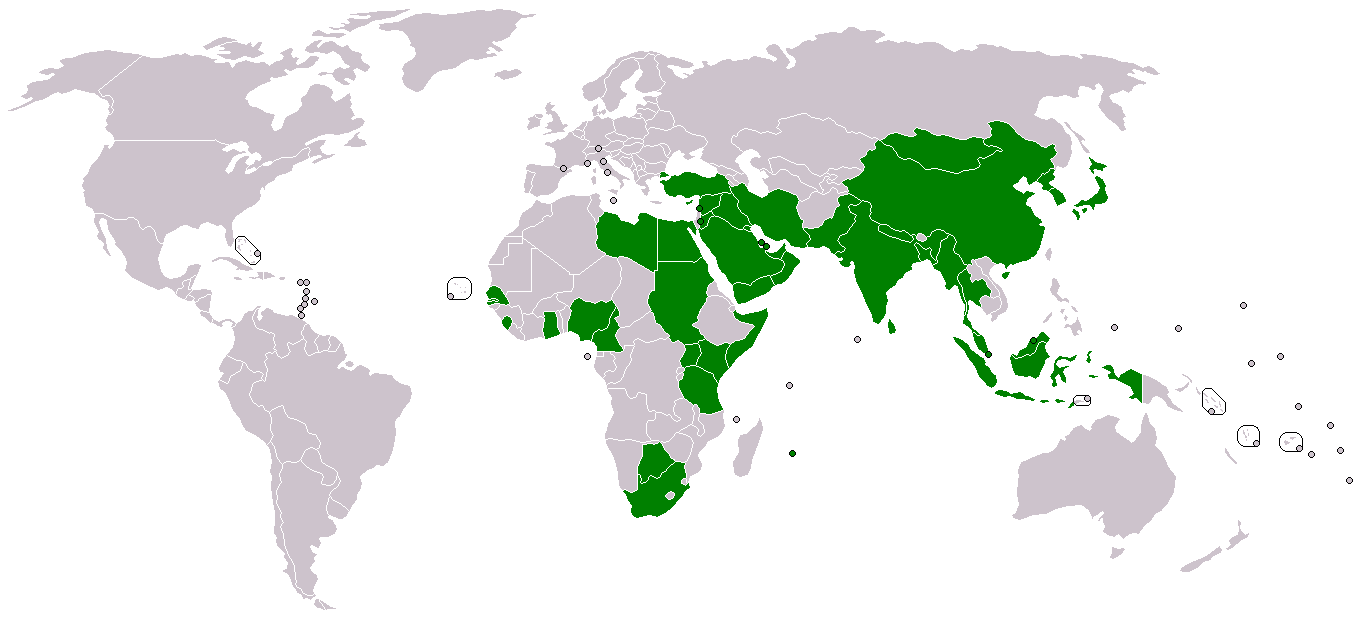
アジア・アフリカ法律諮問機関（AALCO）加盟国

- エジプト*（発足当初はアラブ連合共和国）
- ガンビア
- ガーナ
- インド*
- インドネシア*
- イラク*
- イラン
- 日本*
- ヨルダン
- ケニア
- クウェート
- レバノン
- リビア
- マレーシア
- モーリシャス
- モンゴル
- ミャンマー*
- ネパール
- ナイジェリア
- 朝鮮民主主義人民共和国
- オマーン
- パキスタン
- パレスチナ
- カタール
- サウジアラビア
- セネガル
- シエラレオネ
- シンガポール
- ソマリア
- 南アフリカ
- 韓国
- スリランカ*
- スーダン
- シリア*（発足当初はアラブ連合共和国）
- タンザニア
- タイ
- トルコ
- ウガンダ
- アラブ首長国連邦
- イエメン